# Bayramlı (Bərdə)
Bayramlı è un comune dell'Azerbaigian situato nel distretto di Bərdə. Conta una popolazione di 150 abitanti.